# 盧布爾雅那奧林匹亞足球俱樂部 (已解散)
盧布爾雅那奧林匹亞足球會，通常稱為盧布爾雅那奧林匹亞（NK Olimpija Ljubljana）或簡稱奧林匹亞（Olimpija），是一家位於斯洛文尼亞盧布爾雅那的足球俱樂部，於1945年成立，最初名為NK Enotnost，並於1962年改名為奧林匹亞。自1940年代中期以來，奧林匹亞一直參加南斯拉夫足球系統，並在1960年代末至1980年代末期間成為南斯拉夫甲級聯賽常規成員。隨著斯洛文尼亞在1991年獨立，他們贏得四個斯洛文尼亞足球甲級聯賽冠軍和四個斯洛文尼亞盃冠軍，並且還參加歐洲比賽，如欧足联欧洲联赛、欧洲优胜者杯和歐洲足協圖圖盃。
該俱樂部的主場是比日格拉德體育場，位於盧布爾雅那贝日格勒区可容納8,211人容量的體育場。奧林匹亞的綽號是「龍」（Zmaji），因為龍是盧布爾雅那的象徵，以及「綠白」（Zeleno-beli），指的是他們的主要顏色，綠色和白色。
球會於2005年因高額財務負債而解散。同年，繼任球會以盧布爾雅那奧林匹亞足球俱樂部的名義成立，並繼續參加斯洛文尼亞頂級聯賽。

## 榮譽
- 斯洛文尼亞足球甲級聯賽

 冠軍 (4)：1991–92, 1992–93, 1993–94, 1994–95
- 南斯拉夫第二聯賽冠軍（南斯拉夫的第二級聯賽）

 冠軍 (2)：1964–65（西區），1988–89
- 斯洛文尼亞共和國聯賽冠軍（南斯拉夫的第三級聯賽）

 冠軍 (4)：1946–47，1952，1961–62，1986–87
- 斯洛文尼亞超級盃

 冠軍 (1)：1995

## 外部連結
- NK Olimpija Ljubljana 在 Weltfussballarchiv。 的存檔，存档日期2013年12月3日，..